# Senado de Suazilandia
El Senado de Suazilandia es la Cámara Alta del Parlamento bicameral de ese país. Está compuesto por, máximo, 31 miembros. 
El Senado puede debatir o aprobar un proyecto de ley, con la excepción de un proyecto de ley de dinero o modificación del presupuesto, el cual debe presentarse primero a la Cámara Baja, la Cámara de la Asamblea.

## Conformación
El Senado no puede exceder los 31 miembros, siendo actualmente 30. El Rey de Suazilandia tiene derecho a nombrar a 20 de los senadores, mientras el resto son elegidos por la Cámara de Asamblea. De estos, al menos ocho de los 20 y cinco de los 10 deben de ser mujeres. Sin embargo, de acuerdo a la Unión Interparlamentaria, en su informe de 2008, las Senadoras eran solo 12, menos del mínimo de 13, y para 2013 ya eran solo 10 las senadoras.
La elección se realiza mediante un sistema de voto secreto de escrutinio mayoritario uninominal. Todos los senadores sirven en el puesto por períodos de 5 años, con posibilidad de reelección indefinida. Para ser Senador los requisitos son ser ciudadano, tener al menos 18 años, ser votante registrado y haber "pagado todos los impuestos o haber hechos arreglos satisfactorios con el Comisionado de Impuestos". Las inhabilitaciones para ser Senador son: estar en insolvencia bajo cualquier ley sin que se haya "rehabilitado", poseer retraso mental, estar condenado a muerte o a más de seis de meses de prisión por un delito cometido en Suazilandia, ser miembro de las Fuerzas Armadas del país, ejercer un cargo público en el momento si no se le ha otorgado un permiso de ausencia para servir en el Senado, no estar habilitado para votar, haber sido descalificado por la ley, haber sido encontrado incompetente para ejercer cargos públicos, estar relacionado con una firma con contratos con el Gobierno y no haber hecho las divulgaciones apropiadas sobre el contrato o ocupar un cargo relacionado con la realización de las elecciones o en la compilación y revisión del registro electoral.

## Historia reciente
En julio de 2005, el Parlamento aprobó una nueva constitución, firmada y sancionada por el rey Mswati III. La primera elección bajo la nueva constitución se realizó en septiembre de 2008. Gelane Zwane se postuló sin oposición y fue elegida como presidenta del Senado por tercera vez consecutiva. Ngomuyayona Gamedze fue elegida Vicepresidenta, también por tercera vez consecutiva. Seis de los senadores designados por el rey eran miembros de su propia familia.
En 2013, el Senado prohibió a los miembros del Parlamento divorciarse mientras ejercían el cargo, para evitar "avergonzar al rey".
En las elecciones de 2018, Lindiwe Dlamini, de la Casa de Dlamini, fue elegida presidenta del Senado. 